# Pasquotank County
Pasquotank County is een county in de Amerikaanse staat North Carolina.
De county heeft een landoppervlakte van 588 km² en telt 34.897 inwoners (volkstelling 2000). De hoofdplaats is Elizabeth City.

## Bevolkingsontwikkeling

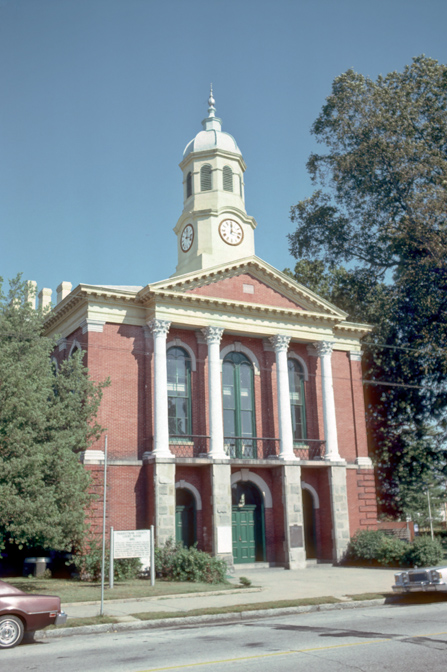
Pasquotank County Courthouse

Alamance · Alexander · Alleghany · Anson · Ashe · Avery · Beaufort · Bertie · Bladen · Brunswick · Buncombe · Burke · Cabarrus · Caldwell · Camden · Carteret · Caswell · Catawba · Chatham · Cherokee · Chowan · Clay · Cleveland · Columbus · Craven · Cumberland · Currituck · Dare · Davidson · Davie · Duplin · Durham · Edgecombe · Forsyth · Franklin · Gaston · Gates · Graham · Granville · Greene · Guilford · Halifax · Harnett · Haywood · Henderson · Hertford · Hoke · Hyde · Iredell · Jackson · Johnston · Jones · Lee · Lenoir · Lincoln · Macon · Madison · Martin · McDowell · Mecklenburg · Mitchell · Montgomery · Moore · Nash · New Hanover · Northampton · Onslow · Orange · Pamlico · Pasquotank · Pender · Perquimans · Person · Pitt · Polk · Randolph · Richmond · Robeson · Rockingham · Rowan · Rutherford · Sampson · Scotland · Stanly · Stokes · Surry · Swain · Transylvania · Tyrrell · Union · Vance · Wake · Warren · Washington · Watauga · Wayne · Wilkes · Wilson · Yadkin · Yancey